# La Metralli
La Metralli è un gruppo musicale italiano indipendente formatosi a Modena nel 2010.

## Storia
Il progetto musicale della band fonde la musica d'autore con sonorità elettriche, elettroniche e folk, a tratti definibile come alternative rock o pop sperimentale.
Nel 2011 il gruppo si costituisce dall'incontro di Meike Clarelli (cantante) e Matteo Colombini (eclettico chitarrista).  A loro si aggiunge la chitarrista Marcella Menozzi e successivamente il pluristrumentista e producer Davide Fasulo.
Pubblicano il loro primo album Del mondo che vi lascio, Edizioni A Buzz Supreme. Il testo del brano Altrove e indifferente si avvale del contributo di Mara Redeghieri degli Üstmamò. L'album ha un buon successo di critica.
Nel 2012,  esce l'EP - "La Metralli" dal quale viene selezionato il brano Piovevo (autori Clarelli - Colombini) che si aggiudica il Premio Ciampi per i testi e la musica, la targa FIMI come riconoscimento da parte della Federazione Industria Musicale Italiana per gli arrangiamenti e il premio SIAE.
Nel 2013 la band viene selezionata all'Umbria folk Festival MEI aprendo il concerto del cantautore romano Mannarino. A maggio partecipano alla quarta edizione del concorso Musica da Bere, risultandone finalisti. Nello stesso anno la rete televisiva statunitense ABC inserisce il brano Prima che il vento nella sua serie Missing. Nel 2013, Colombini esce dal gruppo e Davide Fasulo si stabilisce definitivamente. Lo stesso anno pubblicano un concept album, il secondo in studio, Qualche grammo di gravità, riconosciuto tra i 50 album migliori del 2014 dalla commissione del Premio Tenco. Questo secondo disco viene in parte accolto positivamente in parte criticato per la sua interna eterogeneità di influenze, caratteristica del sound della band.
Il videoclip del brano Cantico dei viaggiatori, realizzato in animazione, viene selezionato dal Newyork International Independent Film Festiv.
Il loro terzo album Lanimante viene pubblicato a settembre 2017, pubblicano due singoli Ellittica, uscito anche in vinile insieme all'artista Mara Redeghieri, e Lanimante, traccia del brano che dà il nome all'album.
Il quarto album Ascendente (2019) è il più maturo e compiuto di tutte le loro pubblicazioni. L'ultima traccia è una revisazione afro-beat, R&B del famoso brano popolare e tradizione "Son la mondina son la sfruttata" che su richiesta esplicita di Giulia Contri del Coro delle Mondine di Novi, La metralli ri-arrangia per il loro disco, entrando così come bonus track di Ascendente.
- Meike Clarelli – voce e chitarra
- Marcella Menozzi – chitarra semiacustica ed elettrica
- Davide Fasulo – voce, piano, tastiere, synth, programming, chitarra, violoncello, violino
- Christian Pepe – contrabbasso e basso
- Cesare Martinelli – batteria e percussioni

## Discografia
Album in studio
- 2011 – Del mondo che vi lascio
- 2013 – Qualche grammo di gravità
- 2017 – Lanimante
- 2021 – Voce e vento

EP
- 2012 – La Metralli